# Abweiler
Abweiler (lb. Obeler) − wieś (Uertschaft) w południowym Luksemburgu, w kantonie Esch-sur-Alzette, w gminie Bettembourg. Do 3 października 2015 gmina leżała w dystrykcie Luksemburg. Liczy 163 mieszkańców (1 stycznia 2023). 